# Main Concept
Main Concept ist eine Rap-Musikgruppe aus München und besteht derzeit aus drei Mitgliedern. Die Süddeutsche Zeitung beschrieb sie 2015 als Hip-Hop-„Künstler aus der zweiten Reihe, die vielleicht weniger Platten verkauft, dafür aber die Szene in den 90er Jahren insgesamt umso mehr und nachhaltiger geprägt haben“.

## Geschichte
Die Band wurde 1990 in München von den Jugendlichen David Pe, DJ Explizit und Human D, wie sich Glammerlicious damals noch nannte, gegründet. Sie vergrößerte zunächst ihre Popularität auf den regionalen Bühnen und trat auf verschiedenen Jams auf. 1991 begann DavidPe seine Reime auf Deutsch zu schreiben und zu rappen, was zu dieser Zeit größtenteils noch sehr ungewohnt war. Main Concept waren von Beginn an ebenso wie Advanced Chemistry (AC) politisch motiviert oder bemühten sich zumindest um reflektierte Texte, so dass es bald zu Zusammenarbeiten mit der Heidelberger Rap-Gruppe kam. Ein Auftritt im Jahr 1992 mit AC, Aquarius Answer und der Crazy Force Crew bedeutete den überregionalen Durchbruch und verschaffte der jungen Band aus München mehr Gehör. Auf dem Indielabel Move Records erschien dann ein Jahr später die erste Single, die mit dem Titel So hat das Volk den Verstand verloren einen kritischen Ton anschlug. Bereits 1994 konnte Main Concept dann mit Coole Scheiße ein Album-Debüt vorlegen, mit dem auch die „Klasse von ’94“-Tour eingeleitet wurde. Mit den Absoluten Beginnern und MC Rene ging man auf Deutschlandtournee, ein Jahr darauf wurde sie als „Klasse von ’95“ mit zusätzlichen Musikern weitergeführt. Das Album enthielt mit Zwischen den Stühlen einen Beitrag zur Debatte um Advanced Chemistrys Song Fremd im eigenen Land, dessen Refrain auch zitiert wird.
In München waren Main Concept zu dieser Zeit bereits zu einer wichtigen Instanz herangewachsen. So veranstalteten sie regelmäßig Jams in der Muffathalle, zu denen internationale Acts wie DV alias Khrist, Missin Linx, Al Tariq, Problemz und Get Open aber auch zahlreiche deutsche Gruppen erschienen. Auch die Graffiti-Szene war am Goetheplatz durch Künstler wie Seen, Ces oder Mode 2 vertreten. Zwischenzeitlich kam es nach der Single Generation X / 58 GPR zur Trennung vom Label Move, so dass das zweite als (musikalischer aber nicht kommerzieller) Meilenstein gefeierte Album Genesis Exodus Main Concept auf einem anderen Indie-Label namens Deck8 erschien. Vor allem DavidPe hatte in den Jahren zwischen den beiden Alben ausgiebig an seiner Freestyle-Kunst gearbeitet, aber auch die Produzentenarbeit von Glammerlicious und DJ Explizit hatte sich gesteigert. Auch die Bambule-Tournee mit den Beginnern festigte den guten Ruf Main Concepts in der Szene.
Bereits ein Jahr nach diesen Erfolgen begann die Arbeit an einem kleinen unabhängigen Label, das den Namen von Davids „mythischer Zahl“ bekam. Auf 58 Beats erschien 1998 die erste Single-Veröffentlichung mit dem New Yorker MC Problemz (später Mitglied von Missin Linx). Es folgten Maxi-Singles mit Künstlern wie Raptile, DV alias Khrist, Retsam, Samy Deluxe, Siba Giba u. a. 1999 entstand in Zusammenarbeit mit Blumentopf eine Maxi-Single, bei der ausschließlich Freestyles präsentiert wurden. Sie ebnete den Weg für das ebenfalls komplett aus Freestyle bestehende Album Plan 58, das durch Musiker wie Samy Deluxe, Blumentopf oder Flowin Immo Unterstützung erhielt. 2003 meldeten sich Main Concept mit einer international verstärkten EP zurück (u. a. mit Looptroop und Get Open). 2005 erschien das Album Equilibrium beim Hamburger Label Buback mit Features von unter anderem Eizi Eiz, Denyo, Heinemann, Kung Schu und Holunder von Blumentopf, Freez, Esther, Vier zu Eins und Black Tiger. Anschließend wurde es ruhig um die Band, 10 Jahre lang war von der Gruppe von der Band in der Öffentlichkeit nichts mehr zu hören. Sie blieb aber weiterhin aktiv. David Pe schloss in dieser Zeit sein Medizinstudium ab und arbeitet heute als Allgemeinmediziner. Die beiden anderen Mitglieder blieben der Szene treu: DJ Explizit arbeitete vorwiegend als DJ während sich Glammerlicious als Musikproduzent einen Namen macht.
2013 trat die Gruppe als Vorband von Die Orsons und schockte das vor allem jugendliche Publikum unter anderem mit einer Geschichte über einen Mullah und damit aus einem Buch vom Anarchisten Erich Mühsam zu zitieren. 2015 erschien zum 25. Jubiläum des Trios das Album Hier und jetzt auf Buback, das zum ersten Mal auch die deutschen Charts erreichte. Es platzierte sich auf Platz 55. Vertreten sind viele alte Weggefährten wie Samy Deluxe, Eizi Eiz (Jan Delay), Denyo, Blumentopf, MC Rene und Flowin Immo.

## Musikstil
Main Concept haben einen wenig kommerziellen Ansatz gewählt für ihre deutsche Hip-Hop-Musik. Sie gehörten mit Bands wie Advanced Chemistry zu den ersten Hip-Hop-Gruppen, die zwar vom US-amerikanischen Hip-Hop um Public Enemy, KRS-One und Poor Righteous Teachers geprägt waren, aber auf englische Texte verzichteten. Erste Auftritte auf Jams und Freestyle-Battles zementierten den Ruf in der Underground-Szene, als deren Teil sich Main Concept immer verstanden. Mit modernen Entwicklungen wie Aggro Berlin und dem deutschen Gangsta-Rap können Main Concept nur wenig anfangen und agieren daher vor allem als Old-School-Hip-Hop-Gruppe, die die Szene kritisch beäugt. Die Beats sind zum einen im typischen Boombap-Stil der 1990er und zum anderen jazzig angehaucht. David Pe galt lange Jahre zusammen mit MC Rene als der beste Freestyle-Rapper Deutschlands und versucht seinen Texten generell einen intellektuellen Anstrich zu geben. Typisch für ihren Old-School-Stil sind daher die reflexiven Texte über Hip-Hop-Kultur sowie die Überhöhung des eigenen Styles und der Technik. Ein besonderes Merkmal ist die Zahl 58, die laut David Pe daher stammte, das David Pe als Schüler die Buslinie 58 in München zum Goetheplatz benutzte, wo sich die Band häufig traf.

## Diskografie

### Alben
- 1994: Main Concept: Coole Scheiße (LP)
- 1998: Main Concept: Genesis Exodus Main Concept (2LP)
- 2000: Main Concept: Plan 58 (2LP)
- 2005: Main Concept: Equilibrium (2LP)
- 2015: Main Concept: Hier und Jetzt (LP)
- 2021: Main Concept: Main Concept 3.0 (LP)

### Singles
- 1993: Main Concept: So hat das Volk den Verstand verloren (12")
- 1994: Main Concept: Coole Scheiße (12")
- 1995: Main Concept: Münchmob (EP)
- 1996: Main Concept: Generation X / 58 GPR (12")
- 1997: Main Concept: Raus aus Babylon (12")
- 1998: Main Concept & Problemz: Who Got The Flavor (12")
- 1999: Main Concept & Raptile: Access Denied (12")
- 1999: Main Concept: Sounds fürs Auditorium (12")
- 1999: Main Concept & Blumentopf: Opening Sessions (12")
- 2000: Main Concept & D.V. alias Khrist, Siba Giba, Samy Deluxe, Retsam, Raptile: The World Ain’t Ready (12")
- 2003: Main Concept: MUC>>NYC>>STHLM>>BRM (EP)
- 2015: Main Concept feat. Boshi San: Wir Lebens Lieber (Juice-Exclusive auf Juice CD No 132)
- 2020: Main Concept: Main Concept 3.0 (12")
- 2021: Main Concept: Brecht Was Right (12")
- 2021: Main Concept: Der ich bin (12")
- 2021: Main Concept: Touché (feat. Die P) (12")